# Yuko Arakida
Yuko Arakida (japonès: 荒木田裕子)  (Tazawako, 14 de febrer de 1954 - 16 de setembre de 2024) va ser una jugadora de voleibol japonesa que va competir durant la dècada de 1970.
El 1976 va prendre part en els Jocs Olímpics de Mont-real, on va guanyar la medalla d'or en la competició de voleibol. En el seu palmarès també destaca una medalla d'or al Campionat del Món de voleibol de 1974 i a la Copa del Món de voleibol de 1977. A nivell de clubs jugà a l'Hitachi Musashi.